# Zielebach
Zielebach là một đô thị thuộc huyện Emmental, bang Bern, Thụy Sĩ. Đô thị này có diện tích 1,91 km2, dân số thời điểm tháng 12 năm 2020 là 330 người.